# موری سوئه‌میتسو
موری سوئه‌میتسو (به ژاپنی: 毛利 季光 Mōri Suemitsu)؛ تولد ۱۲۰۲ – مرگ اوت ۸, ۱۲۴۷  یک سامورایی در دوره کاماکورا و یک گوکه‌نین در شوگون‌سالاری کاماکورا بود. وی پنجمین پسر اوئه نو هیروموتو یک مقام اشرافی (کوگه) بود. موری سوئه‌میتسو بنیانگذار خاندان موری بود.